# Molí del Xic
El Molí del Xic o Molí de Dalt és un edifici prop del nucli de Borredà (Berguedà) catalogat l'Inventari del Patrimoni Arquitectònic de Catalunya. Conegut al s. XVII com a Molí d'Escaldaferro, nom documentat a Borredà des del s. XV, fou molí de la vila l'establiment del qual fou cedit, als diferents moliners que el varen regentar, pel monestir de Santa Maria de Ripoll, senyor jurisdiccional del terme i parròquia de Borredà. El molí es reformà al s. XVIII i la maquinària és fruit de la modernització del s. XIX. Es va mantenir actiu fins després de la Guerra Civil Espanyola (1936 - 1939) i fou restaurat com a segona residència, l'any 1986-88, conserva tota la maquinària i estructura arquitectònica.
Construcció orientada a llevant que respon a l'esquema de masia clàssic, adaptant-lo a les funcions pròpies de molí. Consta d'una planta gairebé quadrada, de planta baixa i dos pisos d'alçada amb parament de pedra irregular disposada en filades i unida amb morter. La coberta és a dues aigües d'embigat de fusta i teula àrab. A la façana principal destaquem dues balconades de fusta a la part central del dos pisos superiors. La resta d'obertures són allindanades amb bigues de fusta com a llinda de grans dimensions.